# Telos
Telos (Grieks: τέλος = 'doel') is een filosofisch concept dat in meerdere betekenissen gebruikt wordt. Van dit woord is teleologie afgeleid.

## Telos en act
Het 'telos' is het doel dat alle mensen en dieren nastreven. De telos van een eikel is eik te worden.
De telos van de mens is onderwerp van discussie, maar kan worden gekoppeld aan bijvoorbeeld vervolmaking (Aristoteles), zelfbegrip (Hegel) of zelfoverstijging (Nietzsche).

### Aristoteles
Alles heeft volgens Aristoteles een telos. Dit is de actualiteit van de potentie van een wezen. Alles heeft in zich de kiem van dat wat het kan worden - een baby is in potentie mens, maar pas als mens is deze potentie in act of geactualiseerd. Hij omschrijft dit ook als het ergon van de mens, de taak, de functie waar hij het best voor geschikt is vanwege de potentie die hij heeft. Vermits de rede (het rationele deel van de ziel) dat is wat de mens van het dier onderscheidt, zijn meest kenmerkende eigenschap, bepaalt dit ook zijn ergon.
Het begrip 'telos' heeft ook een belangrijke plaats in Aristoteles' ethiek: het handelen moet op de verwezenlijking van een goed gericht zijn, in tegenstelling tot bijvoorbeeld de platoonse ethiek, volgens welke het goede 'omzichzelfswille' wordt gedaan.

### Hegel
Bij Hegel speelt teleologie een belangrijke rol. Zowel de mensheid als geheel (in de vorm van Geist) als elk individu kent een telos, dat vaak kan worden gekarakteriseerd als zelfbegrip. Een mens is zo als baby an sich mens, als volwassene für sich mens, maar pas als zichzelf kennende en begrijpende volwassene werkelijk mens, dat wil zeggen anundfürsich mens. Bij een plant kan eenzelfde serie worden herkend: zaad, plant, zaadproducent. Het telos van Geist is zelfbegrip: het zichzelf leren kennen van Geist als Geist. Hij beschrijft deze doelgerichtheid van de Geist ook in zijn visie over geschiedfilosofie in Lezingen over de filosofie van de geschiedenis.

## Kierkegaard
In Vrees en Beven beschrijft Kierkegaard het Bijbelse geval van Abraham, die bereid is zijn zoon te offeren en hij stelt zich de volgende vraag: " is een teleologische suspensie van het ethische mogelijk?". Het begrip telos, dat in het betreffende hoofdstuk veelvuldig voorkomt, denoteert het Absolute, ofwel God, dat het algemene overstijgt. Hij stelt dus, dat Abraham zijn geloof (namelijk, dat hij zijn zoon mocht offeren) ethisch kon rechtvaardigen door een beroep te doen op een hoger doel.

## Ethologie
In de bio-ethiek en de ethologie, de wetenschap die het gedrag van dieren beschrijft, refereert telos aan wat een dier, aan zichzelf overgelaten, zou zijn. Ieder dier heeft een specifieke telos, namelijk een goed, gelukkig en vervuld leven te leiden. Het uiteindelijke doel is bij het dier (net als bij de mens) om eudaimonia, geluk, te bereiken. Deze ideeën zijn voor het eerst te vinden bij Aristoteles.